# La Paragua
La Paragua est la capitale de la paroisse civile de Barceloneta de la municipalité de Bolivariano Angostura de l'État de Bolívar au Venezuela.